# Kirkjubøargarður

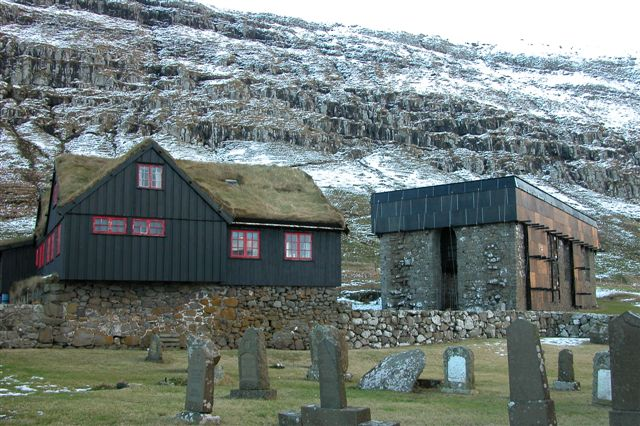
Kirkjubøur im Februar 2007: Links der alte Königsbauernhof, rechts die Ruine des Magnusdoms, die gerade restauriert wurde.

Der Kirkjubøargarður (färöisch für „Hof von Kirkjubøur“, auch als „Königsbauernhof“ oder „Roykstovan“ bekannt) aus dem 11. Jahrhundert ist das älteste noch heute bewohnte Holzhaus Europas. Der Bauernhof selbst war immer der größte der Färöer.

## Geschichte

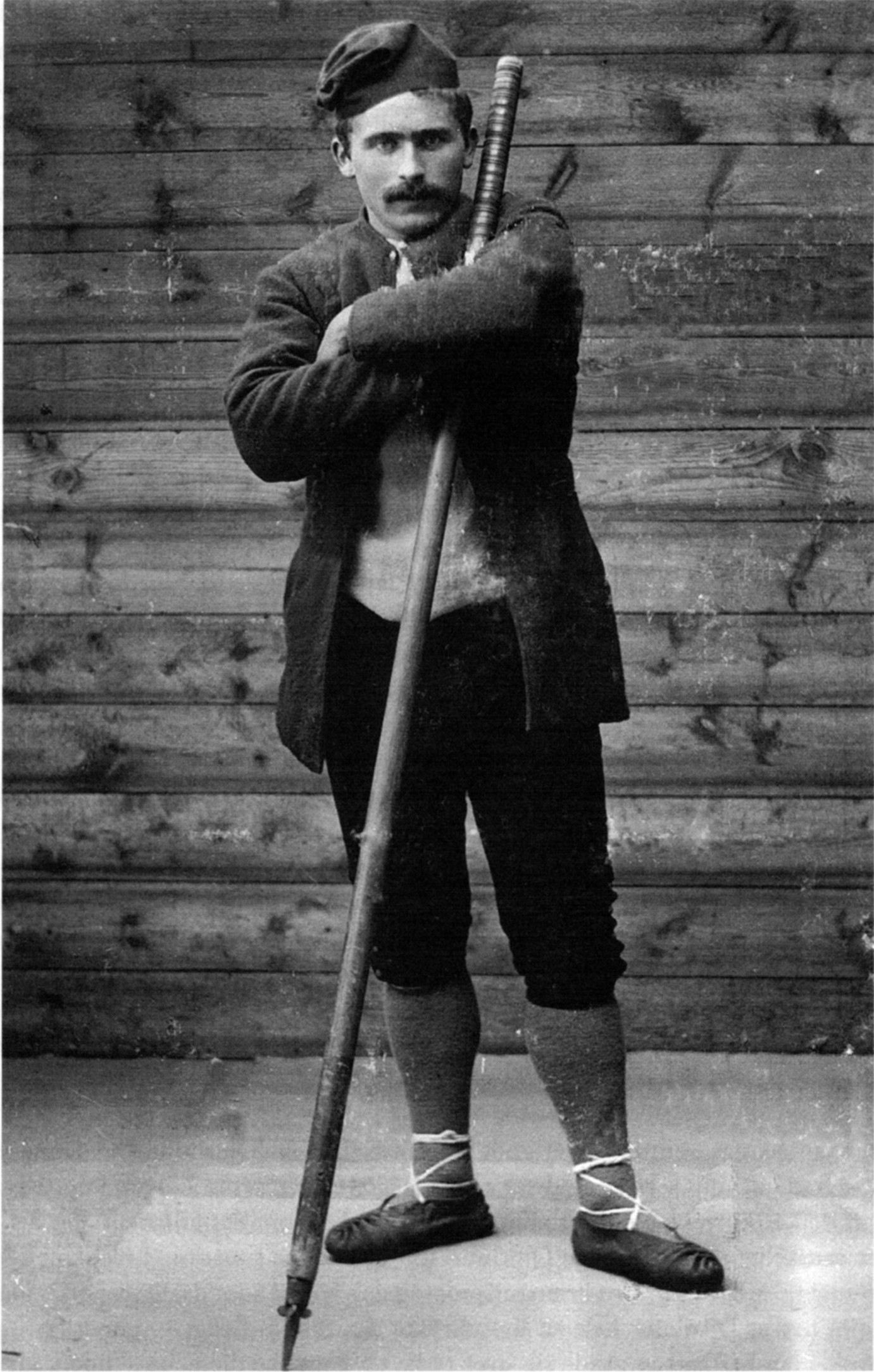
Königsbauer Jóannes Patursson (1866–1946).

Das alte Bauernhaus von Kirkjubøur geht zurück auf das 11. Jahrhundert und war seit ca. 1100 der Sitz des Bistums Färöer und der zugehörigen Lateinschule (1541 aufgelöst). 

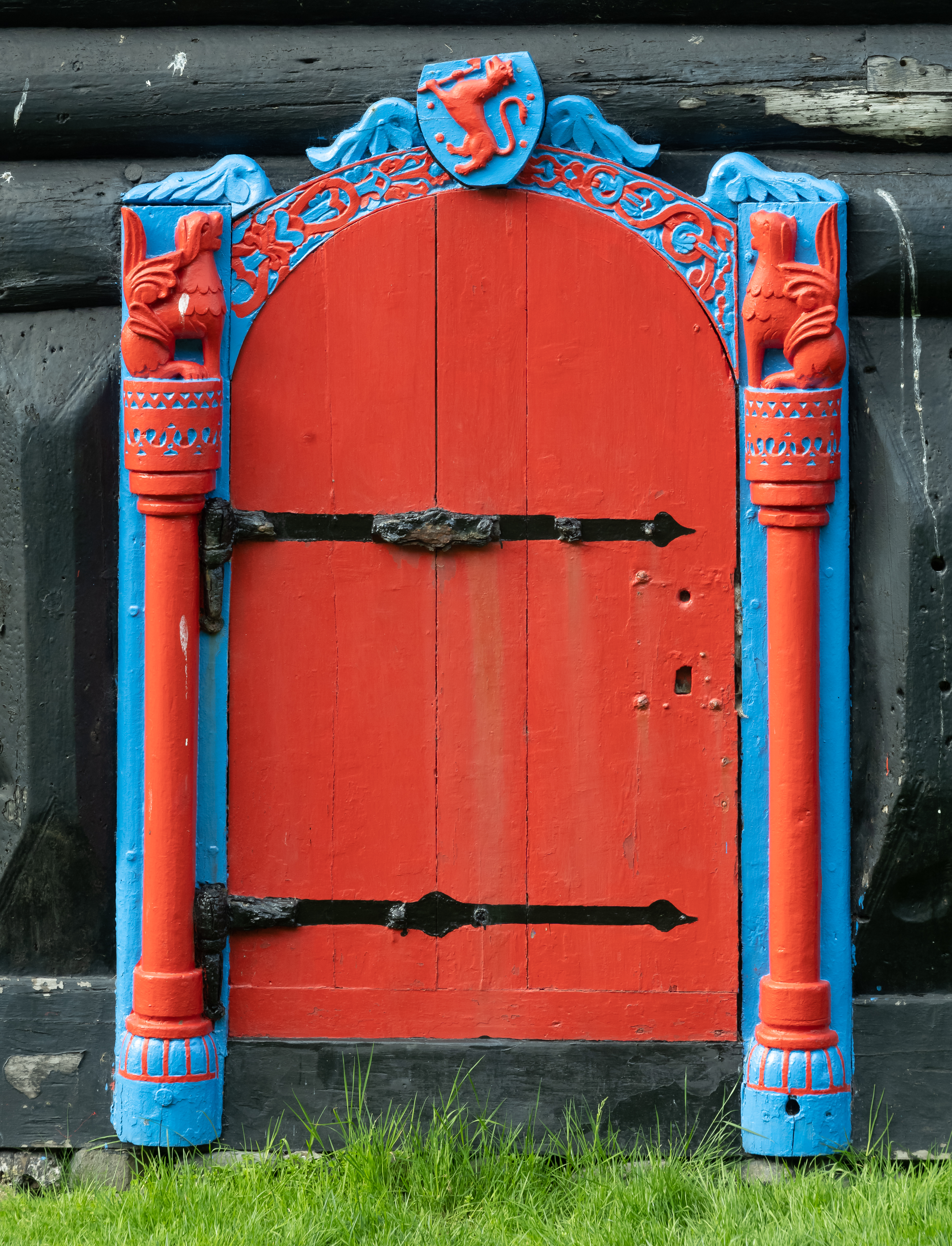
Die Eingangstür zur Roykstova wurde 1833 zerstört. Diese originalgetreue Kopie wurde 1907 vom „Königsbauern“ Jóannes Patursson geschnitzt. Über der Tür sieht man den Norwegischen Löwen, der andeutet, dass die Inseln nach der Wikingerzeit auf den Färöern eine norwegische Kolonie waren.

Die Legende erzählt, dass das Blockhaus zunächst am Sognefjord in Norwegen stand, bevor es abgerissen und das Holz akkurat gebündelt und nummeriert wurde. Dann soll es als Treibholz auf die Färöer gelangt sein und brauchte nur noch zusammengebaut zu werden.
Der älteste Teil des Hauses ist die sogenannte Stokkastovan (Blockstube), die Roykstovan (Rauchstube) ist etwas jünger, aber auch schon 900 Jahre alt. Möglicherweise stand sie einst woanders, da sie nicht zum heutigen Fundament passt, dessen Mauern bis zu 2 Meter dick sind. Wie auch andernorts auf den Färöern versammelte sich hier die gesamte Familie mit den Bediensteten und verarbeitete Wolle, kochte, tanzte den Kettentanz und sang alte Balladen. Das alte Rauchabzugsloch im Dach ist heute durch ein Fenster verschlossen, und die Innenwände sind durch den Rauch der Jahrhunderte imprägniert.
Ein anderer alter Raum ist die Loftstovan (Dachkammer). Man vermutet, dass Bischof Erlendur hier 1298 den Schafsbrief verfasste, das älteste bekannte Dokument der Färöer. Die Loftstovan war das Büro der färöischen Bischöfe. Heute dient der Raum als Bibliothek der Bauernfamilie. Erst 1772 wurde die Stórastovan („große Stube“) errichtet.
Im ersten Buch über die Färöer, Færoæ & Færoa Reserata 1673 von Lucas Debes wird der Königsbauernhof als einziges noch existierende „große Steinhaus“ (gemeint ist das Fundament) in Kirkjubøur genannt, von denen es vorher viele gegeben haben soll.
Obwohl das Haus heute von Mai bis September als Museum fungiert, wohnt hier gleichzeitig die 17. Generation der Familie Patursson, die seit 1550 den königlichen Pachtbrief über den Hof besitzt. Kurz nach der Reformation der Färöer 1538 ging der gesamte Landbesitz der katholischen Kirche an die dänische Krone über. Das war etwa die Hälfte der Färöer und heißt seitdem „Königserde“ (kongsjørð). Das größte Stück dieser Königserde war der Hof von Kirkjubøur aufgrund des genannten Bischofssitzes. Heute gehört das Land der Landesregierung der Färöer, und die Paturssons sind Pachtbauern von Generation zu Generation. Es ist immer der älteste Sohn, der den Hof erbt und „Königsbauer“ wird. Damit wird verhindert, dass das Land zwischen verschiedenen Erben geteilt werden muss. Im Gegensatz dazu stehen die Privatbauern, deren Parzellen immer kleiner werden.
Die Paturssons brachten einige der einflussreichsten Personen der Geschichte der Färöer hervor, und es wird gesagt, dass gerade die alte Roykstova-Tradition im Königsbauernhof mit dafür verantwortlich war, dass die färöische Sprache und Kultur über die Jahrhunderte lebendig gehalten werden konnten. Jedenfalls hat dieses Milieu den späteren Nationalistenführer Jóannes Patursson maßgeblich geprägt.

## Heutiger Betrieb
Der Königsbauernhof von Kirkjubøur hält Schafe, Rinder und Pferde. Es gibt ein kleines Café, und man kann frisches Fleisch direkt beim Bauern erstehen. Im Winter werden für die Einheimischen Hasenjagden organisiert. Die Roykstovan wird gerne für Feste gemietet. Hier wird original färöische Küche serviert.
Der Hof ist auch für Touristen eine der Hauptattraktionen der Färöer.

## Vermischtes
Das Video Hail To The Hammer der Viking-Metal-Gruppe Týr wurde 2003 u. a. hier gedreht. Namentlich das Trinkgelage in der Roykstovan.

## Bekannte Bewohner
Folgende Personen lebten hier:
- König Sverre Sigurdsson, 1151–1202, ging hier zur Lateinschule und galt später als außerordentlich gebildet
- Bischof Erland von den Färöern, ?–1308, schrieb hier den Schafsbrief
- Pætur Jákupsson, Løgmaður der Färöer von 1588 bis 1601, bewahrte ein Original des Schafsbriefs auf, bis es nach Schweden gelangte
- Súsanna Helena Patursson, 1864–1916, war die erste färöische Feministin
- Königsbauer Jóannes Patursson, 1866–1946, Helenas Bruder, war einer der bedeutendsten politischen Führer der Färöer
- Sverre Patursson, 1871–1960, Bruder der beiden vorgenannten, war der erste färöische Umweltschützer
- Erlendur Patursson, 1913–1986, Jóannes' Sohn, gründete die Republikanische Partei
- Tróndur Patursson, * 1944, Abenteurer und Künstler, hat sein Atelier in einem Nachbargebäude